# کتاب‌های قانون اول
کتاب‌های قانون اول همه کتاب‌های عهد عتیق هستند که در تنخ نیز وجود دارند و در دوره زمانی شکلگیری مسیحیت به عنوان احکام و شریعت یا قانون مسیحیت در نظر گرفته شدند. واژه قانون اول بخاطر تقابل اعتقادی در برابر قانون ثانی یا اسفار مشکوک که در مسیحیت اولیه مورد شک قرار گرفتند است.

## فهرست
فهرست کتاب‌های پروتوکانون یا قانون اول شامل سفر پیدایش, سفر خروج, سفر لاویان, سفر اعداد, سفر تثنیه, کتاب یوشع, کتاب داوران, کتاب روت, کتاب‌های سموئیل, کتب پادشاهان, کتب تواریخ, کتاب عزرا, کتاب نحمیا, کتاب استر, کتاب ایوب, مزامیر, امثال سلیمان, کتاب جامعه, غزل غزل‌های سلیمان, کتاب اشعیا, کتاب ارمیا, کتاب مراثی, کتاب حزقیال, کتاب دانیال, کتاب هوشع, کتاب یوئیل, کتاب عاموس, کتاب عوبدیا, کتاب یونس, کتاب میکاه, کتاب ناحوم, کتاب حبقوق, کتاب صفنیا, کتاب حجی, کتاب زکریا, و کتاب ملاکی است.